# Lotus 81
Lotus 81 — гоночный  автомобиль команды Формулы-1 Lotus, разработанный для участия в сезоне 1980 года.

## История
В середине сезона 1980 была подготовлена модернизированная версия шасси 81B, за рулём которой дебютировал в Формуле-1 будущий чемпион мира 1992 года англичанин Найджел Мэнселл. Оба варианта шасси использовались и в начале 1981 года.

## Результаты в гонках
| Год  | Шасси        | Двигатель         | Шины | Пилоты      | 1    | 2    | 3    | 4    | 5    | 6   | 7    | 8    | 9   | 10   | 11   | 12   | 13   | 14  | 15  | Место | Очки |
| ---- | ------------ | ----------------- | ---- | ----------- | ---- | ---- | ---- | ---- | ---- | --- | ---- | ---- | --- | ---- | ---- | ---- | ---- | --- | --- | ----- | ---- |
| 1980 | Lotus 81/81B | Ford Cosworth DFV | G    |             | АРГ  | БРА  | ЮАР  | СШЗ  | БЕЛ  | МОН | ФРА  | ВЕЛ  | ГЕР | АВТ  | НИД  | ИТА  | КАН  | США |     | 5     | 14   |
| 1980 | Lotus 81/81B | Ford Cosworth DFV | G    | Андретти    | Сход | Сход | 12   | Сход | Сход | 7   | Сход | Сход | 7   | Сход | 8    | Сход | Сход | 6   |     | 5     | 14   |
| 1980 | Lotus 81/81B | Ford Cosworth DFV | G    | де Анджелис | Сход | 2    | Сход | Сход | 10   | 9   | Сход | Сход | 16  | 6    | Сход | 4    | 10   | 4   |     | 5     | 14   |
| 1980 | Lotus 81/81B | Ford Cosworth DFV | G    | Мэнселл     |      |      |      |      |      |     |      |      |     | Сход | Сход | НКВ  |      |     |     | 5     | 14   |
| 1981 | Lotus 81/81B | Ford Cosworth DFV | M G  |             | СШЗ  | БРА  | АРГ  | САН  | БЕЛ  | МОН | ИСП  | ФРА  | ВЕЛ | ГЕР  | АВТ  | НИД  | ИТА  | КАН | СИЗ | 7     | 22   |
| 1981 | Lotus 81/81B | Ford Cosworth DFV | M G  | де Анджелис | Сход | 5    | 6    | 5    |      |     |      |      |     |      |      |      |      |     |     | 7     | 22   |
| 1981 | Lotus 81/81B | Ford Cosworth DFV | M G  | Мэнселл     | Сход | 11   | Сход | 3    |      |     |      |      |     |      |      |      |      |     |     | 7     | 22   |

| Легенда к таблице |                                                                    |
| --- | ------------------------------------------------------------------ |
| В таблице перечислены результаты всех Гран-при Формулы-1, в которых использовался автомобиль. Строками таблицы являются сезоны, столбцами — этапы чемпионата мира. В каждой клетке указаны сокращённое название этапа и результат, дополнительно обозначенный цветом. Расшифровка обозначений и цветов представлена в нижеследующей таблице. |                                                                    |
| \| Пример \| Описание \| \| ------------ \| ------------------------------------------------------------------ \| \| 1 \| Победитель \| \| 2 \| Второе место \| \| 3 \| Третье место \| \| 5 \| Финишировал, заработав очки \| \| Сход \| Не финишировал, но при этом заработал очки \| \| 12 \| Финишировал, не получив очков \| \| НКЛ \| Финишировал, но не попал в финальную классификацию \| \| 15 \| Участвовал вне зачёта, либо по отдельной классификации \| \| 18 \| Не финишировал, но попал в финальную классификацию \| \| Сход \| Не финишировал \| \| НКВ \| Не прошёл квалификацию \| \| НПКВ \| Не прошёл предквалификацию \| \| ДСК \| Дисквалифицирован \| \| ИСК \| Исключён из протокола соревнований \| \| ТТ \| Заявлен для участия только в тренировках \| \| НС \| Участвовал в квалификации, но не стартовал в гонке \| \| Т \| Травмирован или болен \| \| ОТК \| Отказ от участия \| \| НТР \| Прибыл на соревнования, но на трассу не выезжал \| \| НПР \| Был заявлен в числе участников, но не прибыл к началу соревнований \| \| О \| Соревнования отменены \| \| \| Не участвовал \| \| Поул-позиция \| \| \| Быстрый круг \| \| |                                                                    |
| Пример | Описание                                                           |
| 1 | Победитель                                                         |
| 2 | Второе место                                                       |
| 3 | Третье место                                                       |
| 5 | Финишировал, заработав очки                                        |
| Сход | Не финишировал, но при этом заработал очки                         |
| 12 | Финишировал, не получив очков                                      |
| НКЛ | Финишировал, но не попал в финальную классификацию                 |
| 15 | Участвовал вне зачёта, либо по отдельной классификации             |
| 18 | Не финишировал, но попал в финальную классификацию                 |
| Сход | Не финишировал                                                     |
| НКВ | Не прошёл квалификацию                                             |
| НПКВ | Не прошёл предквалификацию                                         |
| ДСК | Дисквалифицирован                                                  |
| ИСК | Исключён из протокола соревнований                                 |
| ТТ | Заявлен для участия только в тренировках                           |
| НС | Участвовал в квалификации, но не стартовал в гонке                 |
| Т | Травмирован или болен                                              |
| ОТК | Отказ от участия                                                   |
| НТР | Прибыл на соревнования, но на трассу не выезжал                    |
| НПР | Был заявлен в числе участников, но не прибыл к началу соревнований |
| О | Соревнования отменены                                              |
| | Не участвовал                                                      |
| Поул-позиция |                                                                    |
| Быстрый круг |                                                                    |

## Интересные факты
- В Советском Союзе на Таллинском опытном авторемонтном заводе (ТОАРЗ) в конце 1980 года создали модель Эстония-21 (инженер Рауль Сарап). Первый советский гоночный автомобиль, использовавший эффект земли. Дизайн новинки во-многом копировал Lotus 81, о чём не скрывалось даже тренерами сборной СССР по кольцевым гонкам в интервью для прессы[2][3]. Эта модель стала настоящим прорывом для советского автоспорта. На модификациях «Эстонии-21» четыре раза подряд был выигран Кубок дружбы социалистических стран по кольцевым гонкам (1987-1990) — главный автоспортивный турнир в Восточном блоке, где модель стала одной из самых успешных и удачных за всю его историю[4][5]. Всего было построено 295 автомобилей всех модификаций[6].